# Jana Raman
Jana Raman (Gent, 15 februari 1991) is een Belgisch basketbalspeelster. Ze speelt als power-forward bij de Spaanse eersteklasser  Valencia BC en de Belgian Cats.
De Belgian Cat verliet in 2018 de Kangoeroes en volgde partner en Belgian Lion Sam Van Rossom naar het Spaanse Valencia waar ze in het seizoen 2018-2019 speelde bij de tweedeklasser Claret Valencia Benimaclet en het seizoen 2019-2020 zelf ook begon bij de eersteklasser Valencia BC.

## Biografie

### Club
In haar jeugdjaren speelde ze bij Sparta Laarne. Van 2007 tot 2009 kwam ze uit voor BC Sint-Katelijne-Waver. Van 2009 tot 2014 speelde Raman voor Declercq Stortbeton Waregem BC. in 2014 kwam de transfer naar BBC Kangoeroes Boom. Ze speelde van 2015 tot 2018 voor fusieclub Kangoeroes Basket Willebroek.

### Belgian Cats
Sinds 2009 is ze lid van het Belgisch nationaal basketbalteam, de Belgian Cats. Van 2006 tot 2011 was ze ook actief bij de U16, U18, U20 en U21 van het nationaal team.

#### Europees Kampioenschap
Raman wist met de Belgian Cats zich te kwalificeren voor het Europees kampioenschap in Tsjechië. Ze komen uit in de groepsfase tegen Montenegro, Rusland, Letland.

## Prijzen
In 2016 ontving ze in Laarne de lokale Trofee voor sportlaureaat met internationale ervaring.